# Guy Lordinot
Guy Lordinot, né le 30 janvier 1944 à Sainte-Marie (Martinique), est un homme politique français.
Pharmacien de profession, il a notamment demandé une prolongation de l’utilisation du chlordécone dans les DOM malgré l’interdiction de ce pesticide.
En juin 2020, il crée la polémique en expliquant que « l'arrivée régulière d’une population de race blanche (en Martinique) montre qu’un génocide par substitution est en marche ».

## Biographie
Il naît le 30 janvier 1944 à Sainte-Marie, fils de Riffard Lordinot, importante figure locale qui a notamment dirigé l’école de Pain de Sucre. 
Il s'engage rapidement en politique, et devient maire de Sainte-Marie en 1983. 
Sa réélection à la mairie de Sainte-Marie lors des municipales de 1989 est annulée.
Il est élu député de la Première circonscription de la Martinique le 23 juin 1988, et le restera jusqu'en 1993. 
Il est élu eu 1990 au conseil régional de la Martinique, mais se retire le 19 février 1991. 
Il est de nouveau candidat - en vain - aux législatives de 1993, de 1997,, de 2002 et de 2007.
Il est battu lors des municipales de 2008 par Bruno Nestor Azerot.
Il mène une liste lors des régionales de 2010 mais il est battu.

## Détail des fonctions et des mandats

### Mandats locaux
- 2008 - 2014 : Conseiller municipal de Sainte-Marie
- 13 mars 1983 - 1989 : Maire de Sainte-Marie
- 1989 - 2008 : Maire de Sainte-Marie
- 1990 - 19 février 1991 : Conseiller régional de la Martinique

### Mandat parlementaire
- 12 juin 1988 - 1er avril 1993 : Député de la 1re circonscription de la Martinique[11]

## Polémiques

### Demande de prologation d’utilisation du chlordécone
Le 23 avril 1990, lors de son mandat de député de la première circonscription de la Martinique, en relayant les demandes des producteurs de bananes (notamment Y.Hayot, le président du SICABAM et aussi directeur général de la société Lagarrigue — Gedimat depuis 2016— qui commercialisait le chlordécone,), il a notamment demandé une prolongation de l’utilisation du chlordécone dans les DOM après l’interdiction de ce pesticide sur tout le territoire français. Puis, le 30 avril 1990, tout en connaissant le caractère nocif du produit, ce pharmacien de profession avait réitéré sa demande de prolongation d’utilisation de 5 ans au-delà de 1990 (cf. la lettre au ministre en annexe I-G du rapport No 2430 de l’assemblée nationale) ; néanmoins, cette demande avait été refusée par le ministre,,.

### Génocide par substitution en Martinique
En juin 2020, il crée la polémique en expliquant que « l'arrivée régulière d’une population de race blanche (en Martinique) montre qu’un génocide par substitution est en marche ». Il affirme que « ce génocide par substitution se déroule implacablement sous nos yeux », mettant en cause l'État et sa « politique coloniale » et relance un débat sur les races « Les lois de l’hérédité font donc que les Martiniquais sont des métis, ceci ne peut être contesté. À l’exception des békés qui ont partiellement réussi à conserver leur peau blanche. »,.